# MÁV Cmot 210–215
A ČSD M 122.0 sorozat egy benzin-villamos motorkocsisorozat volt a Csehszlovák Államvasutaknál (ČSD) amelyből a MÁV vonalain is üzemelt 5 db, melyek a második világháború eseményei során kerültek MÁV állományba.
Előbb  MÁV M122.0 sorozat, majd Cmot 210—215 psz. csoportba voltak sorolva.

## Története
A ČSD-nek ez a motorkocsija 1930-ban épült Gebus rendszerű elektromos erőátviteli rendszerrel A társaság Bécsben és Salzburgban műhelyeiben vasúti járművek elektromos berendezései gyártásával és felszerelésével foglalkozott.
Ez a járműerőátviteli rendszer az egyszerűsége miatt volt népszerű, melynek alapját a tökéletesedő egyenáramú hajtómotorok képezték.

## Műszaki jellemzők
A jármű erőátvitelének alapját egy 6 hengeres négyütemű Tatra benzinmotor képezte, amelyhez kapcsolódott a generátor forgórésze. A különböző teljesítményekhez a generátorhoz ellenállásokat kapcsoltak be. A termelt villamos energiát egyenirányítón keresztül vezették a soros marokcsapágyas hajtómotorokhoz. A jármű teljesítményének szabályozása ellenállások kapcsolásával történt, miközben a belsőégésű motor szabályzója, amely mechanikus kapcsolatban volt a szabályzó ellenállások kapcsolójával, a motor teljesítményét folyamatosan növelte illetve csökkentette.
A járműszekrény 3 részre volt osztva. Az utastérben 48 ülőhely volt, a kocsi végén előtér és elválasztott vezetőállás a motorkocsi vezetéséhez. A kocsi végén a kocsik közötti átjáráshoz átjáróhíd szolgált. A járműszekrény jellegét a süllyesztett ajtók adták. A középső ajtó a vezetőállás után lett elhelyezve. A motor hűtője a jármű középső részére került oldalt elhelyezve, ami szintén hozzájárult a motorkocsi jellegzetes megjelenéséhez. A kocsi fűtéséhez a motor kipufogógázát használták.

## Üzemük
A motorkocsik hamar elterjedtek a ČSD sok helyi vonalán abban az időszakban, egészen a második világháborúig népszerű közlekedési eszközök voltak
Az új M 131,1 sorozatú motorkocsik üzembe helyezésével ezeket a feleslegessé váló járműveket  fokozatosan kivonták a forgalomból és 1950-es évek elején selejtezték. A sorozat utolsó példánya 1953-ban lett selejtezve. Az  M 122,0 sorozat egyetlen példánya sem lett megőrizve az utókornak.
Az  M 122,0 motorkocsisorozat részét képezte az egykori ČSD sokféle motorkocsijának. Ezeknek a száma viszonylag alacsony volt az összes motorkocsihoz képest. Az üzemi tapasztalatok azt mutatták, hogy a dízelmotor jobb alternatíva, és a kisebb járműveken gazdaságosabb a dízel-mechanikus hajtás, mint a drága dízel-elektromos. Ezt nem ellensúlyozta az a néhány előny, ami a meredekebb pályaszakaszi üzemben jelentkezett.

## Külső hivatkozások
- historische Fotografie des M 122.010 auf einem Beitrag von k-report

## Fordítás
- Ez a szócikk részben vagy egészben  a(z)   ČSD-Baureihe M 122.0 című német Wikipédia-szócikk fordításán alapul.  Az eredeti cikk szerkesztőit annak laptörténete sorolja fel. Ez a jelzés csupán a megfogalmazás eredetét és a szerzői jogokat jelzi, nem szolgál a cikkben szereplő információk forrásmegjelöléseként.